# Cupira (ort)
Cupira är en ort i Brasilien.   Den ligger i kommunen Cupira och delstaten Pernambuco, i den östra delen av landet, 1 500 km nordost om huvudstaden Brasília. Cupira ligger 430 meter över havet och antalet invånare är 19 096.
Terrängen runt Cupira är kuperad åt sydväst, men åt nordost är den platt. Cupira är det största samhället i trakten.
Omgivningarna runt Cupira är huvudsakligen savann. Runt Cupira är det ganska tätbefolkat, med 65 invånare per kvadratkilometer.